# 안드레아 휘브너

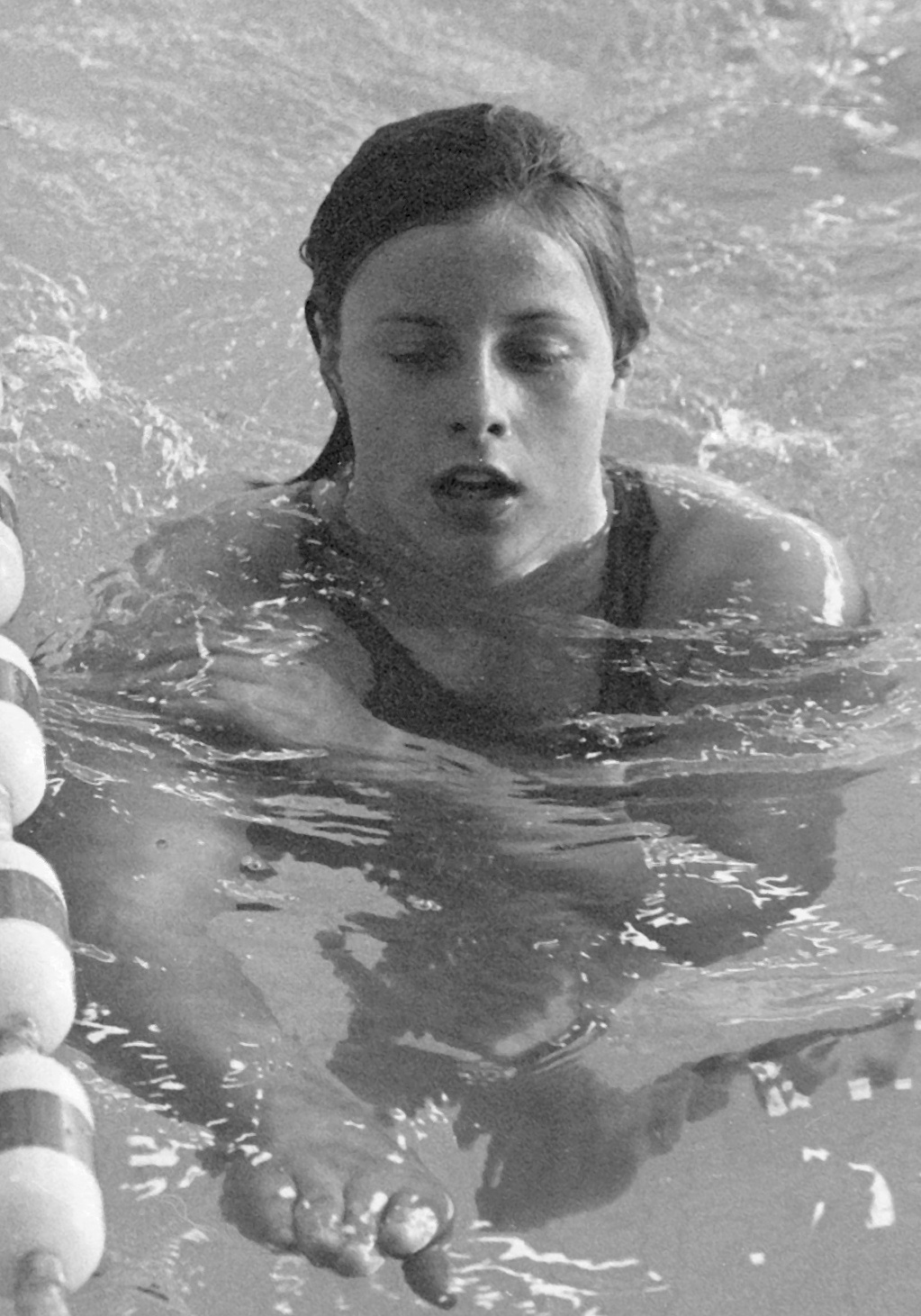

안드레아 휘브너(1957년 2월 17일 ~)는 독일의 수영 선수이다. 그녀는 1973년 세계 수영 선수권 대회에 출전했고, 200m 개인혼영과 400m 자유형 계주에서 세계 기록을 세웠다. 그녀는 또한 1974년 유럽 수영 선수권 대회에서 금메달과 은메달을 획득했다.